# New Trolls (1970)
New Trolls è la prima raccolta del gruppo musicale italiano New Trolls, pubblicata nel novembre 1970 dalla Fonit Cetra.

## Descrizione
Il disco si compone di dodici brani originariamente pubblicati come singoli tra il 1967 e il 1970.

## Tracce
Testi di Giorgio D'Adamo, musiche di Vittorio De Scalzi e Nico Di Palo, eccetto dove indicato.
Lato A
1. Una miniera – 4:05
2. Cosa pensiamo dell'amore – 3:20
3. Lei mi diceva – 3:10
4. Quella musica – 3:45
5. Corro da te – 3:05 (Vittorio De Scalzi, Nico Di Palo, Vittorio De Scalzi)
6. Sensazioni – 3:30 (testo: Giorgio D'Adamo, Saro Leva – musica: Vittorio De Scalzi, Nico Di Palo)

Lato B
1. Una nuvola bianca – 3:30
2. Annalisa – 3:50
3. Un'ora – 2:45 (testo: Antonio Amurri – musica: Bruno Canfora)
4. Io che ho te – 2:40
5. Visioni – 2:53
6. Davanti agli occhi miei – 3:15

## Formazione
Gruppo
- Vittorio De Scalzi – voce, chitarra
- Nico Di Palo – voce, chitarra
- Mauro Chiarugi – tastiere
- Giorgio D'Adamo – basso
- Gianni Belleno – batteria, cori

Produzione
- Gian Piero Reverberi – produzione